# Ludwig Adamec
Ludwig W. Adamec (Viena, 10 de marzo de 1924- Tucson, 1 de enero de 2019) fue un historiador y profesor universitario estadounidense de origen austriaco especializado en Oriente Medio y Afganistán.

## Biografía
En 1975 logró que el Departamento de Educación financiara un Centro del Cercano Oriente —del cual Adamec fue el primer director durante diez años—, y, más adelante, que financie más cargos docentes en dicho Centro. Miembro fundador de la Asociación Norteamericana de Estudios Mesorientales. Profesor Emérito de la Universidad de Arizona.
Entre 1986 y 1987 fue jefe de la rama afgana de Voz de América.

## Obras
Algunas obras:
- Historical and political gazetteer of Afghanistan (1972, Adamec fue editor de esta compilación en seis volúmenes —realizada por el gobierno británico de la India— del Gazetteer of Afghanistan —1914-1970—);[4]
- The A to Z of Islam (2009);
- The A to Z of Afghan Wars (2010);
- Historical Dictionary of Afghanistan (2011);
- Historical Dictionary of Islam (2016).